# Gunnar Danielsson
Gunnar Erik Raymond Danielsson, född 4 februari 1954 i Högalids församling, Stockholm, är en svensk rockmusiker. Han har varit aktiv i band som Risken Finns, Ensamma Hjärtan och Danielsson & Pekkanini, samt därefter som soloartist.

## Karriär
Danielsson var åren 1971–1976 medlem av proggbandet Risken Finns, tillsammans med Lars Fernebring. Duons humoristiska drift med både meningsmotståndare och meningsfränder gav dem epitetet "Musikrörelsens Hasse & Tage". Efter gruppens upplösning 1976 bildade Gunnar Danielsson ihop med Pekka Lunde det göteborgsbaserade bandet Ensamma Hjärtan, vilket fanns fram till cirka 1982. Därefter ombildades bandet till Danielsson & Pekkanini, som fortsatt sin verksamhet allt mer sporadiskt. Sedan 1985 har Danielsson i första hand verkat som soloartist.
Gunnar Danielsson var åren 1983 och 1984 programledare för TV-programmet Guldslipsen, tillsammans med Christer Fant.